# Bionz
A BIONZ a Sony digitális fényképezőgépekben alkalmazott egyik képfeldolgozó processzor védjegye.
Jelenleg a Sony Alpha tükörreflexes digitális fényképezőgépek (DSLR) egyes modelljeiben alkalmazzák. A kamerában történő képfeldolgozás elsődleges feladata a CCD vagy CMOS képszenzorból érkező nyers képi adat átalakítása a memóriakártyán történő tárolásra alkalmas formátumba. Ez a feldolgozás a digitális kamera sebességének egyik  szűk keresztmetszete, ezért a gyártók nagy erőfeszítéseket tesznek, hogy a lehető leggyorsabb processzorokat állítsák elő ehhez a feladathoz. A BIONZ képfeldolgozó processzorokat a DSC-W150, DSC-W170, DSC-W210, DSC-W350 és néhány egyéb modellben használják.
A BIONZ processzorok első modellje az Alpha 100 tükörreflexes kamerában jelent meg 2006-ban, valamint számos más jó minőségű kompakt gépben. Alpha és Cyber-shot gépekbe építették egészen 2013-ig.

Az első kamera, amely hivatalosan az úgynevezett BIONZ processzort használta, a DSLR-A700 volt 2007-ben, a MegaChips (MCL) 32 bites RISC processzorcsaládjába tartozó MA07170 csipet alkalmaztak, amely egy MIPS R3000 magot tartalmaz.
Hasonló MegaChips processzorokat használtak a DSLR-A100 (MA07169) valamint a Konica Minolta 5D (MA07168) és 7D (MA07168) modellekben, amelyek a Konica Minolta CxProcess III képfeldolgozó technológiát valósítják meg és a MiSPO NORTi/MIPS operációs rendszere alatt fut, ami egy µITRON szabványnak megfelelő valós idejű operációs rendszer (RTOS).
Az eredeti MA07170 BIONZ processzort a DSLR-A200, DSLR-A300, és DSLR-A350 gépekben is felhasználták. A DSLR-A850 és DSLR-A900 ráadásul két ilyen, párhuzamosan működő csipet tartalmaz. A DSLR-A230, DSLR-A290, DSLR-A330, DSLR-A380, és DSLR-A390 ehelyett MA07171 csipet alkalmaz.

A következő nagyobb BIONZ generáció a Sony CXD4115 as képfeldolgozó processzort használta a DSLR-A450, DSLR-A500 és DSLR-A550 modellekben valamint az átdolgozott CXD4115-1 processzort a DSLR-A560, DSLR-A580, SLT-A33, SLT-A35, SLT-A55 / SLT-A55V, NEX-3 / NEX-3C, NEX-5 / NEX-5C, NEX-C3, és NEX-VG10 gépekben. Míg a DSLR-A450, DSLR-A500 és DSLR-A550 saját (védett) operációs rendszert használ (amely valószínűleg szintén NORTi változat), az összes későbbi modellben már Linux-alapú operációs rendszert használnak (CE Linux 6, 2.3-as kernel).

A következő kameramodellek Sony CXD4132 sorozatú csipet használnak többmagos BIONZ processzorként: SLT-A37, SLT-A57, SLT-A58, SLT-A65 / SLT-A65V, SLT-A77 / SLT-A77V, SLT-A99 / SLT-A99V / HV, NEX-F3, NEX-3N, NEX-5N, NEX-5R, NEX-5T, NEX-6, NEX-7 / Lunar, NEX-VG20, NEX-VG30, NEX-VG900, NEX-FS100, DSC-RX1 / DSC-RX1R, DSC-RX100 / Stellar /Sony DSC-RX100M2 .

Néhány újabb Sony kamera a Sony CXD90014 sorozaton alapuló, jelentősen továbbfejlesztett képfeldolgozó processzor alkalmaz, amit másként BIONZ X néven is emlegetnek; ilyenek a ILCE-7 / ILCE-7R, ILCE-5000, ILCE-6000, DSC-RX10, Sony Alpha 77 II, ILCA-77M2 és DSC-RX100 III kamerák.

## Bionz X

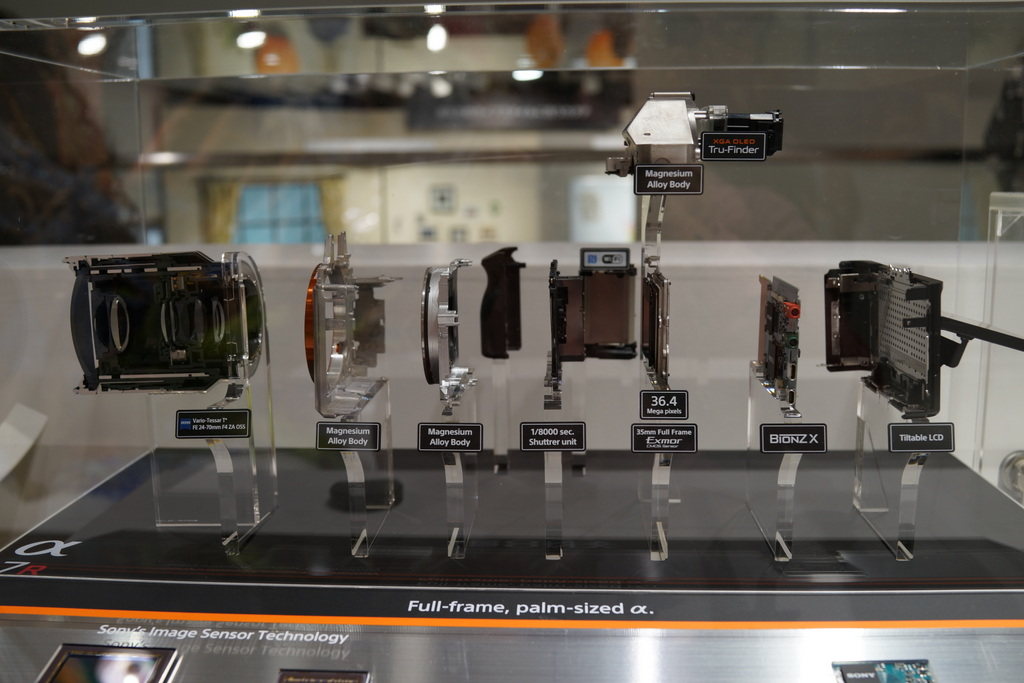
Az Alpha 7R részegységeire bontva, így látható a BIONZ-X panel

2013-ban egy új, gyorsabb változata jelent meg a BIONZ processzornak, ezt X-szel jelölték, az Alpha 7-ben debütált. Ez adaptív (képi) zajcsökkentő módszer használatát teszi lehetővé a képfeldolgozásban, növelt élességet és csökkentett diffrakciót biztosít. 2014-től egyéb modelleket is ezzel a processzorral szereltek fel, ilyenek az Alpha 5000 és 6000 gépek vagy a HX60, amely az első hasonló Cyber-shot modell.

## Fordítás
- Ez a szócikk részben vagy egészben  a   Bionz című angol Wikipédia-szócikk ezen változatának fordításán alapul.  Az eredeti cikk szerkesztőit annak laptörténete sorolja fel. Ez a jelzés csupán a megfogalmazás eredetét és a szerzői jogokat jelzi, nem szolgál a cikkben szereplő információk forrásmegjelöléseként.
- Ez a szócikk részben vagy egészben  a   Bionz című francia Wikipédia-szócikk ezen változatának fordításán alapul.  Az eredeti cikk szerkesztőit annak laptörténete sorolja fel. Ez a jelzés csupán a megfogalmazás eredetét és a szerzői jogokat jelzi, nem szolgál a cikkben szereplő információk forrásmegjelöléseként.